# Campionat de Catalunya d'atletisme - Llançament de martell
El llançament de martell és una prova del Campionat de Catalunya d'atletisme que es realitza des del 1919 en categoria masculina i des del 1993 en categoria femenina.
La primera edició disputada d'aquesta disciplina fou l'any 1919. Fou una edició que es va veure afectada per la pluja i la majoria de proves no es van poder disputar. A més del llançament de martell, només es disputaren el salt d'alçada sense embranzida i el salt de llargada sense embranzida. El vencedor fou Lucien Wetwiller del club Pompeia. En categoria femenina la primera guanyadora fou Sònia Godall del club Chapín Jerez l'any 1993.
Fins a l'any 2024 l'atleta amb més campionats en categoria masculina és Antoni Fibla i Pellicer amb 15 títols, seguit per Moisès Campeny Brugué amb 10 campionats. Altres atletes destacats han estat Salvador Bosch i Peris (8), Anton Maria Godall Cassi (7), Felip Tugas Masachs (6), Ramon Montes Quer de Barceló (5) i Llorenç Cassi i Morató (5). En categoria femenina, Berta Castells i Franco ha guanyat el campionat en 12 ocasions, seguida per Laura Redondo Mora amb 9 i Susana Regüela Sáez amb 4 triomfs.

## Historial

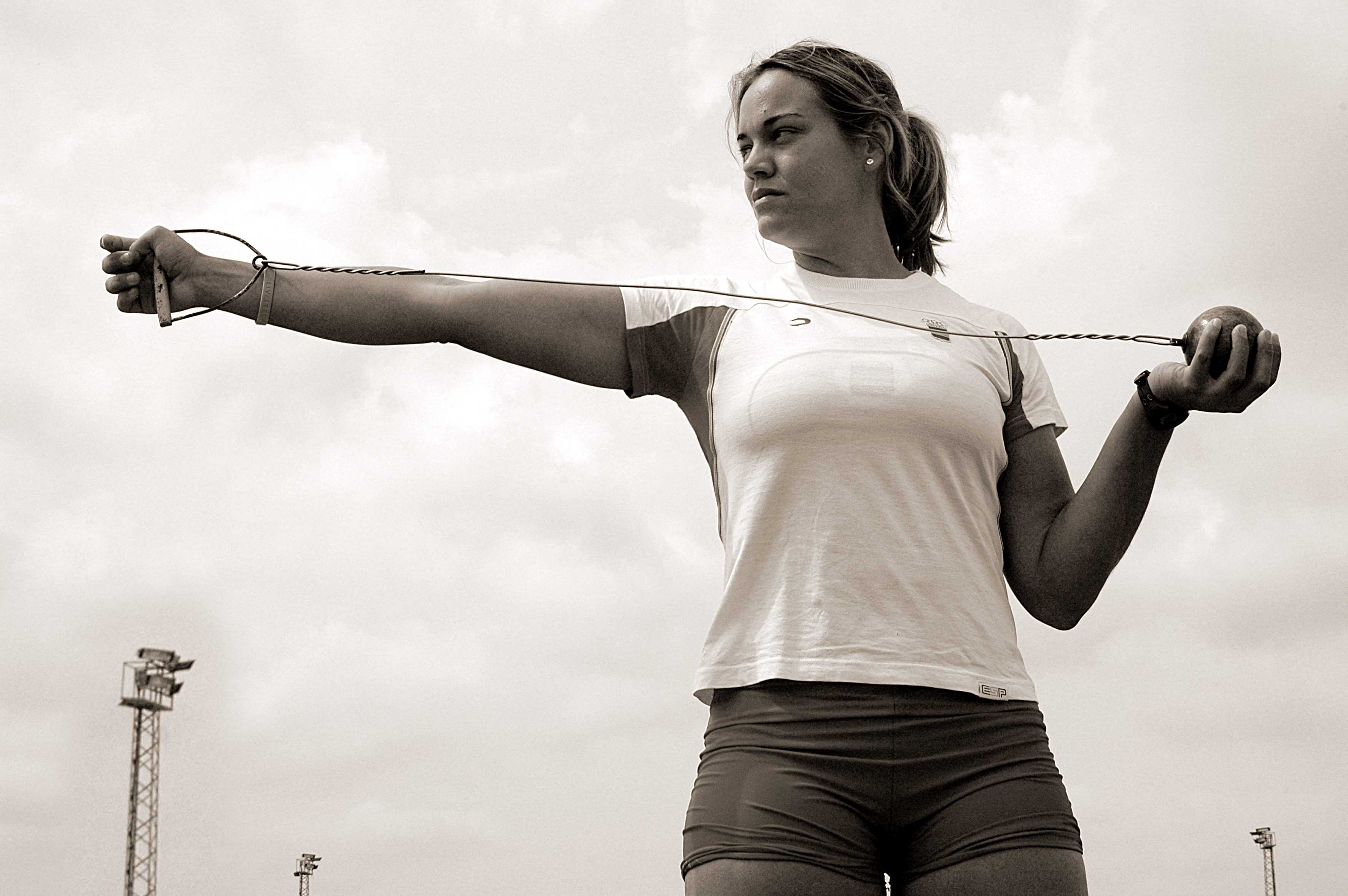
Berta Castells ha guanyat el Campionat de Catalunya en 12 ocasions.

| Edició   | Data | Competició masculina                  | Competició masculina                  | Competició masculina                  | Competició femenina                   | Competició femenina                   | Competició femenina                   | refs.       |
| Edició   | Data | Campió                                | Club                                  | Marca                                 | Campiona                              | Club                                  | Marca                                 | refs.       |
| -------- | ---- | ------------------------------------- | ------------------------------------- | ------------------------------------- | ------------------------------------- | ------------------------------------- | ------------------------------------- | ----------- |
| IV       | 1919 | Lucien Wetwiller                      | SS Pompeia                            | s/d                                   | la categoria femenina començà el 1993 | la categoria femenina començà el 1993 | la categoria femenina començà el 1993 | [ 4 ] [ 3 ] |
| V        | 1920 | Daniel García-Tuñón                   | CN Barcelona                          | 25.29                                 | la categoria femenina començà el 1993 | la categoria femenina començà el 1993 | la categoria femenina començà el 1993 | [ 4 ] [ 6 ] |
| -        | 1921 | no es disputà per la crisi federativa | no es disputà per la crisi federativa | no es disputà per la crisi federativa | la categoria femenina començà el 1993 | la categoria femenina començà el 1993 | la categoria femenina començà el 1993 | [ 4 ]       |
| -        | 1922 | no es disputà per la crisi federativa | no es disputà per la crisi federativa | no es disputà per la crisi federativa | la categoria femenina començà el 1993 | la categoria femenina començà el 1993 | la categoria femenina començà el 1993 | [ 4 ]       |
| VI       | 1923 | Joan Llorens Sendrós                  | CG Tarragona                          | 28.73                                 | la categoria femenina començà el 1993 | la categoria femenina començà el 1993 | la categoria femenina començà el 1993 | [ 4 ] [ 7 ] |
| VII      | 1924 | Joan Llorens Sendrós                  | CG Tarragona                          | 31.54                                 | la categoria femenina començà el 1993 | la categoria femenina començà el 1993 | la categoria femenina començà el 1993 | [ 4 ] [ 8 ] |
| VIII     | 1925 | Joan Llorens Sendrós                  | CG Tarragona                          | 30.47                                 | la categoria femenina començà el 1993 | la categoria femenina començà el 1993 | la categoria femenina començà el 1993 | [ 4 ]       |
| IX       | 1926 | Ángel Paz                             | FC Badalona                           | 26.16                                 | la categoria femenina començà el 1993 | la categoria femenina començà el 1993 | la categoria femenina començà el 1993 | [ 4 ]       |
| X        | 1927 | Felip Tugas Masachs                   | FC Badalona                           | 34.68                                 | la categoria femenina començà el 1993 | la categoria femenina començà el 1993 | la categoria femenina començà el 1993 | [ 4 ]       |
| XI       | 1928 | Joan Llorens Sendrós                  | CG Tarragona                          | 37.13                                 | la categoria femenina començà el 1993 | la categoria femenina començà el 1993 | la categoria femenina començà el 1993 | [ 4 ]       |
| XII      | 1929 | Ricard Martínez                       | FC Barcelona                          | 41.05                                 | la categoria femenina començà el 1993 | la categoria femenina començà el 1993 | la categoria femenina començà el 1993 | [ 4 ]       |
| XIII     | 1930 | Felip Tugas Masachs                   | FC Badalona                           | 41.19                                 | la categoria femenina començà el 1993 | la categoria femenina començà el 1993 | la categoria femenina començà el 1993 | [ 4 ]       |
| XIV      | 1931 | Felip Tugas Masachs                   | FC Badalona                           | 38.12                                 | la categoria femenina començà el 1993 | la categoria femenina començà el 1993 | la categoria femenina començà el 1993 | [ 4 ]       |
| XV       | 1932 | Ricard Martínez                       | FC Badalona                           | 38.00                                 | la categoria femenina començà el 1993 | la categoria femenina començà el 1993 | la categoria femenina començà el 1993 | [ 4 ]       |
| XVI      | 1933 | Felip Tugas Masachs                   | Badalona EC                           | 39.01                                 | la categoria femenina començà el 1993 | la categoria femenina començà el 1993 | la categoria femenina començà el 1993 | [ 4 ]       |
| XVII     | 1934 | Felip Tugas Masachs                   | FC Badalona                           | 38.92                                 | la categoria femenina començà el 1993 | la categoria femenina començà el 1993 | la categoria femenina començà el 1993 | [ 4 ]       |
| XVIII    | 1935 | Narcís Salvador Cama                  | GEiEG                                 | 36.94                                 | la categoria femenina començà el 1993 | la categoria femenina començà el 1993 | la categoria femenina començà el 1993 | [ 4 ]       |
| XIX      | 1936 | Felip Tugas Masachs                   | FC Badalona                           | 38.95                                 | la categoria femenina començà el 1993 | la categoria femenina començà el 1993 | la categoria femenina començà el 1993 | [ 4 ]       |
| -        | 1937 | no es disputà per la Guerra Civil     | no es disputà per la Guerra Civil     | no es disputà per la Guerra Civil     | la categoria femenina començà el 1993 | la categoria femenina començà el 1993 | la categoria femenina començà el 1993 |             |
| -        | 1938 | no es disputà per la Guerra Civil     | no es disputà per la Guerra Civil     | no es disputà per la Guerra Civil     | la categoria femenina començà el 1993 | la categoria femenina començà el 1993 | la categoria femenina començà el 1993 |             |
| -        | 1939 | no es disputà per la Guerra Civil     | no es disputà per la Guerra Civil     | no es disputà per la Guerra Civil     | la categoria femenina començà el 1993 | la categoria femenina començà el 1993 | la categoria femenina començà el 1993 |             |
| XX       | 1940 | Josep Sierra                          | CE Manresa                            | 28.65                                 | la categoria femenina començà el 1993 | la categoria femenina començà el 1993 | la categoria femenina començà el 1993 | [ 4 ]       |
| XXI      | 1941 | Pere Ricart                           | Independent                           | 33.01                                 | la categoria femenina començà el 1993 | la categoria femenina començà el 1993 | la categoria femenina començà el 1993 | [ 4 ]       |
| XXII     | 1942 | Ramon Montes                          | Independent                           | 29.71                                 | la categoria femenina començà el 1993 | la categoria femenina començà el 1993 | la categoria femenina començà el 1993 | [ 4 ]       |
| XXIII    | 1943 | Emili Mora Sabrià                     | GEiEG                                 | 35.30                                 | la categoria femenina començà el 1993 | la categoria femenina començà el 1993 | la categoria femenina començà el 1993 | [ 4 ]       |
| XXIV     | 1944 | Emili Mora Sabrià                     | GEiEG                                 | 35.39                                 | la categoria femenina començà el 1993 | la categoria femenina començà el 1993 | la categoria femenina començà el 1993 | [ 4 ]       |
| XXV      | 1945 | Ramon Montes                          | CN Barcelona                          | 34.68                                 | la categoria femenina començà el 1993 | la categoria femenina començà el 1993 | la categoria femenina començà el 1993 | [ 4 ]       |
| XXVI     | 1946 | Emili Mora Sabrià                     | GEiEG                                 | 38.99                                 | la categoria femenina començà el 1993 | la categoria femenina començà el 1993 | la categoria femenina començà el 1993 | [ 4 ]       |
| XXVII    | 1947 | Emili Mora Sabrià                     | GEiEG                                 | 33.69                                 | la categoria femenina començà el 1993 | la categoria femenina començà el 1993 | la categoria femenina començà el 1993 | [ 4 ]       |
| XXVIII   | 1948 | Ramon Montes                          | CN Barcelona                          | 41.00                                 | la categoria femenina començà el 1993 | la categoria femenina començà el 1993 | la categoria femenina començà el 1993 | [ 4 ]       |
| XXIX     | 1949 | Ramon Montes                          | CN Barcelona                          | 40.19                                 | la categoria femenina començà el 1993 | la categoria femenina començà el 1993 | la categoria femenina començà el 1993 | [ 4 ]       |
| XXX      | 1950 | Ramon Montes                          | CN Barcelona                          | 40.35                                 | la categoria femenina començà el 1993 | la categoria femenina començà el 1993 | la categoria femenina començà el 1993 | [ 4 ]       |
| XXXI     | 1951 | Diego Aliaga Mas                      | CN Barcelona                          | 41.69                                 | la categoria femenina començà el 1993 | la categoria femenina començà el 1993 | la categoria femenina començà el 1993 | [ 4 ]       |
| XXXII    | 1952 | Antoni Català Femenia                 | CN Reus Ploms                         | 43.03                                 | la categoria femenina començà el 1993 | la categoria femenina començà el 1993 | la categoria femenina començà el 1993 | [ 4 ]       |
| XXXIII   | 1953 | Antoni Català Femenia                 | CN Reus Ploms                         | 43.29                                 | la categoria femenina començà el 1993 | la categoria femenina començà el 1993 | la categoria femenina començà el 1993 | [ 4 ]       |
| XXXIV    | 1954 | Salvador Bosch                        | CN Barcelona                          | 45.15                                 | la categoria femenina començà el 1993 | la categoria femenina començà el 1993 | la categoria femenina començà el 1993 | [ 4 ]       |
| XXXV     | 1955 | Salvador Bosch                        | CA Stadium                            | 45.71                                 | la categoria femenina començà el 1993 | la categoria femenina començà el 1993 | la categoria femenina començà el 1993 | [ 4 ]       |
| XXXVI    | 1956 | Salvador Bosch                        | CA Stadium                            | 43.65                                 | la categoria femenina començà el 1993 | la categoria femenina començà el 1993 | la categoria femenina començà el 1993 | [ 4 ]       |
| XXXVII   | 1957 | Salvador Bosch                        | CA Stadium                            | 43.57                                 | la categoria femenina començà el 1993 | la categoria femenina començà el 1993 | la categoria femenina començà el 1993 | [ 4 ]       |
| XXXVIII  | 1958 | Salvador Bosch                        | CA Stadium                            | 44.89                                 | la categoria femenina començà el 1993 | la categoria femenina començà el 1993 | la categoria femenina començà el 1993 | [ 4 ]       |
| XXXIX    | 1959 | Salvador Bosch                        | CA Stadium                            | 48.16                                 | la categoria femenina començà el 1993 | la categoria femenina començà el 1993 | la categoria femenina començà el 1993 | [ 4 ]       |
| XL       | 1960 | Salvador Bosch                        | CE Universitari                       | 48.81                                 | la categoria femenina començà el 1993 | la categoria femenina començà el 1993 | la categoria femenina començà el 1993 | [ 4 ]       |
| XLI      | 1961 | Llorenç Cassi                         | CN Barcelona                          | 47.87                                 | la categoria femenina començà el 1993 | la categoria femenina començà el 1993 | la categoria femenina començà el 1993 | [ 4 ]       |
| XLII     | 1962 | Salvador Bosch                        | CN Barcelona                          | 45.59                                 | la categoria femenina començà el 1993 | la categoria femenina començà el 1993 | la categoria femenina començà el 1993 | [ 4 ]       |
| XLIII    | 1963 | Llorenç Cassi                         | CN Barcelona                          | 49.51                                 | la categoria femenina començà el 1993 | la categoria femenina començà el 1993 | la categoria femenina començà el 1993 | [ 4 ]       |
| XLIV     | 1964 | Llorenç Cassi                         | CN Barcelona                          | 54.95                                 | la categoria femenina començà el 1993 | la categoria femenina començà el 1993 | la categoria femenina començà el 1993 | [ 4 ] [ 9 ] |
| XLV      | 1965 | Llorenç Cassi                         | CN Barcelona                          | 55.44                                 | la categoria femenina començà el 1993 | la categoria femenina començà el 1993 | la categoria femenina començà el 1993 | [ 4 ]       |
| XLVI     | 1966 | Llorenç Cassi                         | CN Barcelona                          | 55.08                                 | la categoria femenina començà el 1993 | la categoria femenina començà el 1993 | la categoria femenina començà el 1993 | [ 4 ]       |
| XLVII    | 1967 | Antoni Fibla Pellicer                 | UE Santboiana                         | 56.56                                 | la categoria femenina començà el 1993 | la categoria femenina començà el 1993 | la categoria femenina començà el 1993 | [ 4 ]       |
| XLVIII   | 1968 | Antoni Fibla Pellicer                 | RCD Espanyol                          | 58.46                                 | la categoria femenina començà el 1993 | la categoria femenina començà el 1993 | la categoria femenina començà el 1993 | [ 4 ]       |
| XLIX     | 1969 | Antoni Fibla Pellicer                 | RCD Espanyol                          | 57.92                                 | la categoria femenina començà el 1993 | la categoria femenina començà el 1993 | la categoria femenina començà el 1993 | [ 4 ]       |
| L        | 1970 | Fernando García Cabanes               | FC Barcelona                          | 58.98                                 | la categoria femenina començà el 1993 | la categoria femenina començà el 1993 | la categoria femenina començà el 1993 | [ 4 ]       |
| LI       | 1971 | Antoni Fibla Pellicer                 | FC Barcelona                          | 59.84                                 | la categoria femenina començà el 1993 | la categoria femenina començà el 1993 | la categoria femenina començà el 1993 | [ 4 ]       |
| LII      | 1972 | Antoni Fibla Pellicer                 | FC Barcelona                          | 61.96                                 | la categoria femenina començà el 1993 | la categoria femenina començà el 1993 | la categoria femenina començà el 1993 | [ 4 ]       |
| LIII     | 1973 | Antoni Fibla Pellicer                 | FC Barcelona                          | 62.56                                 | la categoria femenina començà el 1993 | la categoria femenina començà el 1993 | la categoria femenina començà el 1993 | [ 4 ]       |
| LIV      | 1974 | Antoni Fibla Pellicer                 | FC Barcelona                          | 62.58                                 | la categoria femenina començà el 1993 | la categoria femenina començà el 1993 | la categoria femenina començà el 1993 | [ 4 ]       |
| LV       | 1975 | Antoni Fibla Pellicer                 | FC Barcelona                          | 62.14                                 | la categoria femenina començà el 1993 | la categoria femenina començà el 1993 | la categoria femenina començà el 1993 | [ 4 ]       |
| LVI      | 1976 | Antoni Fibla Pellicer                 | FC Barcelona                          | 61.04                                 | la categoria femenina començà el 1993 | la categoria femenina començà el 1993 | la categoria femenina començà el 1993 | [ 4 ]       |
| LVII     | 1977 | Orlando Santos                        | CN Reus Ploms                         | 53.70                                 | la categoria femenina començà el 1993 | la categoria femenina començà el 1993 | la categoria femenina començà el 1993 | [ 4 ]       |
| LVIII    | 1978 | Antoni Fibla Pellicer                 | FC Barcelona                          | 60.72                                 | la categoria femenina començà el 1993 | la categoria femenina començà el 1993 | la categoria femenina començà el 1993 | [ 4 ]       |
| LIX      | 1979 | Antoni Fibla Pellicer                 | FC Barcelona                          | 55.76                                 | la categoria femenina començà el 1993 | la categoria femenina començà el 1993 | la categoria femenina començà el 1993 | [ 4 ]       |
| LX       | 1980 | Antoni Fibla Pellicer                 | FC Barcelona                          | 56.38                                 | la categoria femenina començà el 1993 | la categoria femenina començà el 1993 | la categoria femenina començà el 1993 | [ 4 ]       |
| LXI      | 1981 | Antoni Fibla Pellicer                 | FC Barcelona                          | 56.20                                 | la categoria femenina començà el 1993 | la categoria femenina començà el 1993 | la categoria femenina començà el 1993 | [ 4 ]       |
| LXII     | 1982 | Antoni Fibla Pellicer                 | FC Barcelona                          | 56.96                                 | la categoria femenina començà el 1993 | la categoria femenina començà el 1993 | la categoria femenina començà el 1993 | [ 4 ]       |
| LXIII    | 1983 | Antoni Fibla Pellicer                 | FC Barcelona                          | 56.94                                 | la categoria femenina començà el 1993 | la categoria femenina començà el 1993 | la categoria femenina començà el 1993 | [ 4 ]       |
| LXIV     | 1984 | José Luis Velasco                     | CN Reus Ploms                         | 58.42                                 | la categoria femenina començà el 1993 | la categoria femenina començà el 1993 | la categoria femenina començà el 1993 | [ 4 ]       |
| LXV      | 1985 | Pere Viudez Reyes                     | CG Barcelonès                         | 56.20                                 | la categoria femenina començà el 1993 | la categoria femenina començà el 1993 | la categoria femenina començà el 1993 | [ 4 ]       |
| LXVI     | 1986 | José Luis Velasco                     | CN Reus Ploms                         | 62.66                                 | la categoria femenina començà el 1993 | la categoria femenina començà el 1993 | la categoria femenina començà el 1993 | [ 4 ]       |
| LXVII    | 1987 | José Luis Velasco                     | CN Reus Ploms                         | 66.12                                 | la categoria femenina començà el 1993 | la categoria femenina començà el 1993 | la categoria femenina començà el 1993 | [ 4 ]       |
| LXVIII   | 1988 | Anton Maria Godall                    | CN Barcelona                          | 64.26                                 | la categoria femenina començà el 1993 | la categoria femenina començà el 1993 | la categoria femenina començà el 1993 | [ 4 ]       |
| LXIX     | 1989 | Anton Maria Godall                    | AE L'Hospitalet                       | 66.84                                 | la categoria femenina començà el 1993 | la categoria femenina començà el 1993 | la categoria femenina començà el 1993 | [ 4 ]       |
| LXX      | 1990 | Anton Maria Godall                    | AE L'Hospitalet                       | 65.78                                 | la categoria femenina començà el 1993 | la categoria femenina començà el 1993 | la categoria femenina començà el 1993 | [ 4 ]       |
| LXXI     | 1991 | José Luis Velasco                     | CN Reus Ploms                         | 64.18                                 | la categoria femenina començà el 1993 | la categoria femenina començà el 1993 | la categoria femenina començà el 1993 | [ 4 ]       |
| LXXII    | 1992 | Roger Molist Casals                   | FC Barcelona                          | 60.74                                 | la categoria femenina començà el 1993 | la categoria femenina començà el 1993 | la categoria femenina començà el 1993 | [ 4 ]       |
| LXXIII   | 1993 | Anton Maria Godall Cassi              | CA Chapín Jerez                       | 66.20                                 | Sònia Godall                          | CA Chapín Jerez                       | 42.26                                 | [ 4 ]       |
| LXXIV    | 1994 | Anton Maria Godall Cassi              | FC Barcelona                          | 64.66                                 | Susana Regüela Sáez                   | FC Barcelona                          | 50.46                                 | [ 4 ]       |
| LXXV     | 1995 | Àlex Marfull Pujadas                  | CN Barcelona                          | 65.58                                 | Susana Regüela Sáez                   | FC Barcelona                          | 50.26                                 | [ 4 ]       |
| LXXVI    | 1996 | Anton Maria Godall Cassi              | FC Barcelona                          | 65.02                                 | Susana Regüela Sáez                   | FC Barcelona                          | 53.10                                 | [ 4 ]       |
| LXXVII   | 1997 | Anton Maria Godall Cassi              | FC Barcelona                          | 67.86                                 | Susana Regüela Sáez                   | FC Barcelona                          | 51.38                                 | [ 4 ]       |
| LXXVIII  | 1998 | Anscari Salgado Sendra                | Larios AAM                            | 62.82                                 | Belén Mesa Fernández                  | FC Barcelona                          | 47.77                                 | [ 4 ]       |
| LXXIX    | 1999 | David Rubio López                     | CA Lleida-UdL                         | 56.72                                 | Ainhoa Cabré Franquès                 | CA Chapín Jerez                       | 54.85                                 | [ 4 ]       |
| LXXX     | 2000 | Moisès Campeny                        | Airtel AAM                            | 68.50                                 | Irene Polo Fernández                  | CA Chapín Jerez                       | 53.36                                 | [ 4 ]       |
| LXXXI    | 2001 | Moisès Campeny                        | Airtel AAM                            | 70.80                                 | Berta Castells                        | AAC-UBAE                              | 60.00                                 | [ 4 ]       |
| LXXXII   | 2002 | Moisès Campeny                        | Puma Chapín Jerez                     | 69.76                                 | Irene Polo Fernández                  | Puma Chapín Jerez                     | 55.68                                 | [ 4 ]       |
| LXXXIII  | 2003 | Moisès Campeny                        | FC Barcelona                          | 71.40                                 | Belén Mesa Fernández                  | AAC-UBAE                              | 49.13                                 | [ 4 ]       |
| LXXXIV   | 2004 | Moisès Campeny                        | FC Barcelona                          | 73.85                                 | Berta Castells                        | UE Torredembarra                      | 67.25                                 | [ 4 ]       |
| LXXXV    | 2005 | David Rubio López                     | Carrefour-Lleida                      | 60.00                                 | Irene Polo Fernández                  | Puma Chapín Jerez                     | 52.01                                 | [ 4 ]       |
| LXXXVI   | 2006 | Moisès Campeny                        | FC Barcelona                          | 64.51                                 | Berta Castells                        | València TiM                          | 66.29                                 | [ 4 ]       |
| LXXXVII  | 2007 | Moisès Campeny                        | FC Barcelona                          | 67.70                                 | Berta Castells                        | València TiM                          | 64.24                                 | [ 4 ]       |
| LXXXVIII | 2008 | Moisès Campeny                        | FC Barcelona                          | 67.76                                 | Berta Castells                        | València TiM                          | 64.82                                 | [ 4 ]       |
| LXXXIX   | 2009 | Moisès Campeny                        | FC Barcelona                          | 64.67                                 | Laura Redondo Mora                    | FC Barcelona                          | 56.92                                 | [ 4 ]       |
| XC       | 2010 | Moisès Campeny                        | FC Barcelona                          | 63.24                                 | Berta Castells                        | València TiM                          | 67.96                                 | [ 4 ]       |
| XCI      | 2011 | Pedro José Martín                     | CA Platges de Castelló                | 65.83                                 | Laura Redondo Mora                    | FC Barcelona                          | 66.19                                 | [ 4 ]       |
| XCII     | 2012 | Edgar Capdevila Canadell              | AA Catalunya                          | 57.48                                 | Berta Castells                        | València TiM                          | 69.42                                 | [ 4 ]       |
| XCIII    | 2013 | Sergio Guijo Sánchez                  | Simply Scorpio 71                     | 60.09                                 | Berta Castells                        | València TiM                          | 67.20                                 | [ 4 ]       |
| XCIV     | 2014 | Miguel Alberto Blanco                 | FC Barcelona                          | 66.17                                 | Berta Castells                        | València TiM                          | 66.74                                 | [ 4 ]       |
| XCV      | 2015 | Miguel Alberto Blanco                 | FC Barcelona                          | 68.45                                 | Laura Redondo Mora                    | FC Barcelona                          | 68.00                                 | [ 4 ]       |
| XCVI     | 2016 | Miguel Alberto Blanco                 | FC Barcelona                          | 70.21                                 | Berta Castells                        | València CA                           | 68.38                                 | [ 4 ]       |
| XCVII    | 2017 | Miguel Alberto Blanco                 | FC Barcelona                          | 69.49                                 | Berta Castells                        | València Esports                      | 68.11                                 | [ 4 ]       |
| XCVIII   | 2018 | Edgar Capdevila Canadell              | AA Catalunya                          | 55.16                                 | Berta Castells                        | València Esports                      | 64.81                                 | [ 4 ]       |
| XCIX     | 2019 | Viorel Cristian Ravar                 | UA Montsià                            | 66.50                                 | Laura Redondo Mora                    | FC Barcelona                          | 66.74                                 | [ 4 ]       |
| C        | 2020 | David Martín Martínez                 | FC Barcelona                          | 58.74                                 | Laura Redondo Mora                    | FC Barcelona                          | 63.95                                 | [ 4 ]       |
| CI       | 2021 | David Martín Martínez                 | FC Barcelona                          | 60.77                                 | Laura Redondo Mora                    | FC Barcelona                          | 68.49                                 | [ 4 ]       |
| CII      | 2022 | David Martín Martínez                 | FC Barcelona                          | 64.23                                 | Laura Redondo Mora                    | FC Barcelona                          | 71.40                                 | [ 4 ]       |
| CIII     | 2023 | Viorel Cristian Ravar                 | UA Montsià                            | 62.54                                 | Laura Redondo Mora                    | FC Barcelona                          | 66.87                                 | [ 4 ]       |
| CIV      | 2024 | Viorel Cristian Ravar                 | AA Catalunya                          | 66.92                                 | Laura Redondo Mora                    | València CA                           | 66.43                                 | [ 4 ]       |